# Stazione di Kami-Shakujii
La stazione di Kami-Shakujii (上石神井駅?, Kami-Shakujii-eki) è una stazione ferroviaria di Tokyo del quartiere di Nerima, servita dalla linea Shinjuku delle Ferrovie Seibu, ed è servita da tutti i tipi di treni circolanti sulla linea.

## Linee
Ferrovie Seibu
● Linea Seibu Shinjuku

## Struttura
La stazione si trova in superficie ed è dotata di due marciapiedi a isola con tre binari passanti (fra le due banchine si trova un binario, numerato, a seconda della banchina, 2 o 3). Le banchine, che possono accogliere treni da 8 casse, sono collegate al fabbricato viaggiatori sopraelevato con scale mobili, fisse e ascensori.
| 1-2 | ● Linea Seibu Shinjuku | per Tanashi, Tokorozawa, Haijima e Hon-Kawagoe |
| 3-4 | ● Linea Seibu Shinjuku | per Takadanobaba e Seibu-Shinjuku              |

## Stazioni adiacenti
| «                    | Servizio             | »                    |
| Linea Seibu Shinjuku | Linea Seibu Shinjuku | Linea Seibu Shinjuku |
| -------------------- | -------------------- | -------------------- |
| Kami-Igusa           | Locale               | Musashiseki          |
| Saginomiya           | Semiespresso         | Musashiseki          |
| Saginomiya           | Espresso             | Tanashi              |
| Saginomiya           | Espresso pendolari   | Tanashi              |